# Нідерландська Малакка
Нідерландська Малакка (1641—1825 рр) була колонією Нідерландів. Період голландського правління був найдовшим у всій колоніальної історії Малакки. Він тривав майже 183 роки з перервою 1795—1818 роках коли Малакка була окупована Британією під час наполеонівських воєн (1795—1818 рр).

## Голландське завоювання португальської Малакки

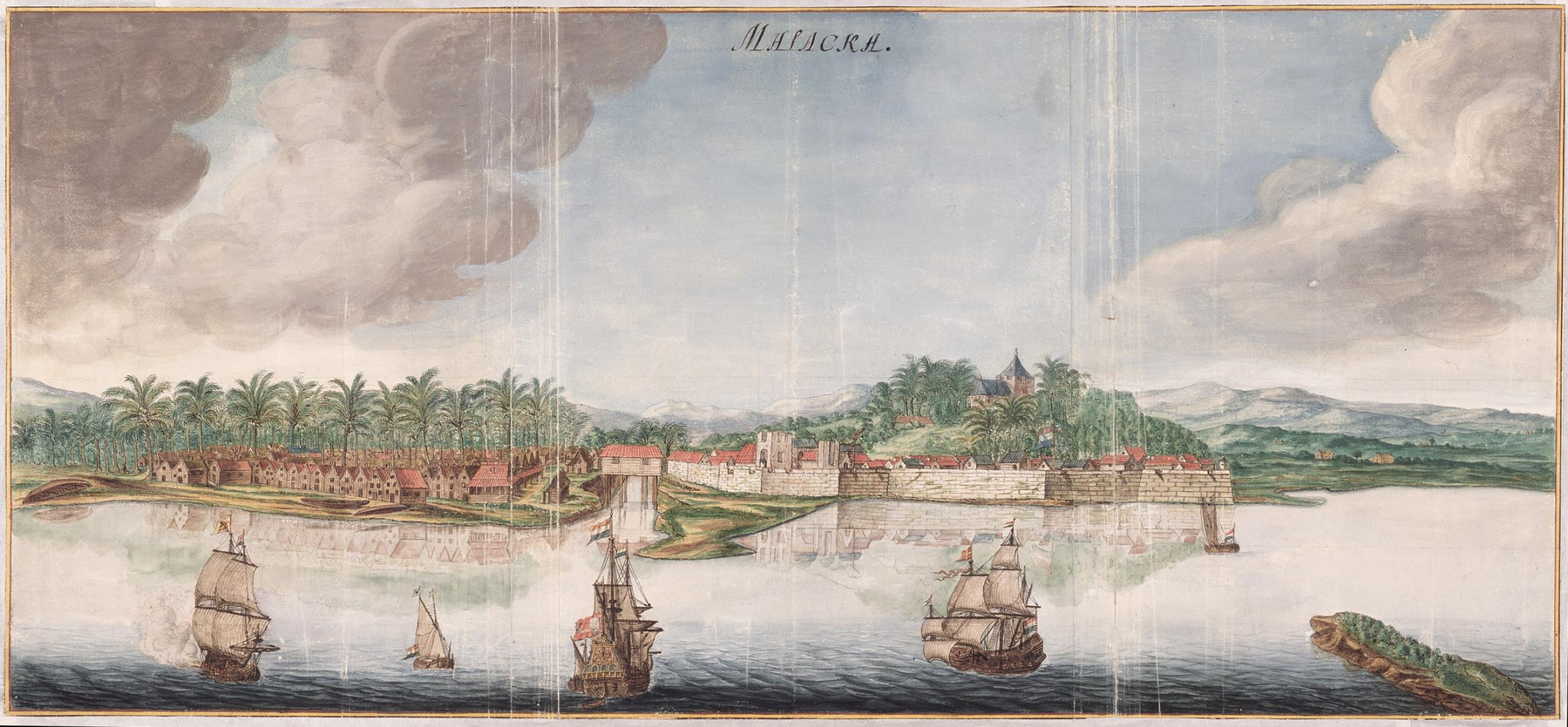
Голландська Малакка, 1665.

На початку XVII століття голландська Ост-Індійська компанія розпочала кампанію зі знищення португальської влади на Сході . У той час португальці перетворили Малакку на неприступну фортецю (фортеця Форталеза де Малакка), яка контролювала доступ до морських шляхів Малаккскої протоки і дороги спецій. Голландці почали з невеликих вилазок і сутичок з португальцями. Перша серйозна спроба облоги Малакки була здійснена в 1606 році одинадцятьма кораблями, під командуванням адмірала Корнеліса Мателіфа де Йонга, який почав морський бій біля мису Рашад. Хоча голландці були розгромлені, португальський флот віце-короля Гоа Мартіма Афонсу де Кастро, поніс важкі втрати, а бій згуртував війська Султанату Джохор в союзі з голландцями.
Голландці зі своїми союзниками напали і витіснили з Малакки португальців 14 січня 1641 року. Спільний напад голландців і джохорців ефективно знищив останній оплот португальської влади, знімаючи їх вплив на Малайському архіпелазі. Відповідно до угоди з Джохором в 1606 році, голландці взяли під контроль Малакку і закінчували війни з малайськими князівствами.